# Sapromyza latelimbata
Sapromyza latelimbata är en tvåvingeart som beskrevs av Macquart 1855. Sapromyza latelimbata ingår i släktet Sapromyza och familjen lövflugor. Inga underarter finns listade i Catalogue of Life.